# 愛宕神社 (横瀬町)
愛宕神社（あたごじんじゃ）は、埼玉県秩父郡横瀬町に鎮座する神社。

## 概要
埼玉県横瀬町にある愛宕神社は、横瀬7郷の諸士が根古谷城を築き、この城の前面一帯を外縁の守りとして山頂に火の神を祀り砦としたことが起源となる。山頂に火の神を祀ったことで、400有余年、敵の来襲・火難に会うこともなく幸運の郷土を受け継ぐことができたとされている。本殿は類例の少ない折衷様式であり、全体的に均整を保っている。本殿は、柱間1尺8寸5分（56センチメートル）の正方形で、正面と両側の三方を長押と板唐戸としている。大斗肘木や垂木は安定感を考慮し、木割を太くしている。

## 祭神
迦具土神、火を司り人の心を清める神

## 歴史
- 戦国時代 - 創建
- 1988年春 - 改修着工
- 1989年1月 - 完成

## 主な祭事
愛宕神社例大祭(毎年1月24日の直近の日曜日)

## 文化財
- 町指定有形文化財（建造物）-昭和63年7月20日指定[1]

## 受賞
- しらこばと賞(埼玉県より)- 無火災150年(1988年受賞)

## 所在地
埼玉県横瀬町大字横瀬3663番地3

## アクセス
西武鉄道横瀬駅より徒歩10分

## 周辺
- 宇根八阪神社例大祭
- 武甲山
- 横瀬駅